# Heterasphondylia salvadorensis
Heterasphondylia salvadorensis är en tvåvingeart som beskrevs av Edwin Möhn 1960. Heterasphondylia salvadorensis ingår i släktet Heterasphondylia och familjen gallmyggor.
Artens utbredningsområde är El Salvador. Inga underarter finns listade i Catalogue of Life.